# Hemicythara angicostata
Hemicythara angicostata é uma espécie de gastrópode do gênero Hemicythara, pertencente à família Mangeliidae.